# Friedrich Christoph Oetinger
Friedrich Christoph Oetinger, född den 2 maj 1702 i Göppingen, död den 10 februari 1782, var en tysk teolog och filosof.
Oetinger, som var prelat i Murrhardt i Württemberg, var påverkad av Malebranche, Böhme, Kabbala och Swedenborg. Han utvecklade en fantastisk spekulation i anmystik och teosofisk riktning. Hans självbiografi utgavs av Julius Hamberger 1845, och hans samlade skrifter (5 band predikningar, 6 band av teosofiskt innehåll) utgavs av Karl Christian Eberhard Ehmann 1852-64 (flera upplagor).